# パブロ・カザルス
パブロ・カザルス（Pablo Casals、カタルーニャ語：Pau Casals, 1876年12月29日 - 1973年10月22日）は、スペインのカタルーニャ地方に生まれたチェロ奏者、指揮者、作曲家。カタルーニャ語によるフルネームはパウ・カルラス・サルバドー・カザルス・イ・ダフィリョー（Pau Carles Salvador Casals i Defilló）。
チェロの近代的奏法を確立し、深い精神性を感じさせる演奏において20世紀最大のチェリストとされる。有名な功績として、それまで単なる練習曲と考えられていたヨハン・ゼバスティアン・バッハ作『無伴奏チェロ組曲』（全6曲）の価値を再発見し、広く紹介したことが挙げられる。
早くから世界的名声を築き、ヨーロッパ、南北アメリカ、ロシアなどを演奏旅行して回った。指揮者フルトヴェングラーはチェロ奏者としてのカザルスへ次のような賛辞を残している。「パブロ・カザルスの音楽を聴いたことのない人は、弦楽器をどうやって鳴らすかを知らない人である」。
カザルスは平和活動家としても有名で、音楽を通じて世界平和のため積極的に行動した。

## 略歴
- 1876年、スペイン・カタルーニャ地方タラゴナ県アル・バンドレイに生まれる。4歳でピアノを始め、6歳で「マズルカ」を作曲。9歳になると、ペダルに足が届くようになったことでオルガンを始める。11歳でチェロを弾き始める。
- 1888年、第1回バルセロナ万博の時、バルセロナに移り住む。
- 1888年から1893年まで、母の勧めでバルセロナ市立音楽院に入学し、チェロ、ピアノ、音楽理論、作曲などを学ぶ。チェロはホセ・ガルシアに、作曲は当時の音楽院長であったホセ・ロドレダに師事する。入学から半年ぐらいして、町はずれのカフェ・トストで働くようになった。カザルスはまだ少年であったが、チェロの名手として評判になり、遠方からも客が聞きに来るようになった。
- 1890年、バルセロナの楽器店でバッハの無伴奏チェロ組曲の楽譜に出会う。母の勧めでマドリードに居を移す。スペイン王室の庇護を受けるようになる。
- 1896年、母とブリュッセル、パリと渡り歩いた後、20歳の時バルセロナの音楽学校で教え始める。以後はバルセロナを拠点に、パリやニューヨークにも住みながら、世界を演奏旅行した。
- 1899年、パリでデビュー。
- 1904年、バッハの無伴奏チェロ組曲を初めて公開演奏する。
- 1905年、アルフレッド・コルトー（ピアノ）、ジャック・ティボー（ヴァイオリン）との三重奏団（カザルス三重奏団）を結成。
- 1908年、コンセール・ラムルー管弦楽団の演奏会に指揮者兼ソリストとして登場。このときが指揮者活動の始まりとみられる。
- 1919年、第一次世界大戦の影響により、カタルーニャに戻る。
- 1931年、53歳、カタルーニャ自治政府誕生を祝う記念式典（ムンジュイック宮殿、現カタルーニャ美術館）には、自らのオーケストラと地元の合唱団とともに、ベートーベンの第九を指揮した。それまでどの選挙でも投票しなかったカザルスは、この時には自治政府首班フランセスク・マシア（1859年 - 1933年）に一票を投じた。
- 1939年、スペイン内戦のため、フランスへ亡命。スペインとの国境に近いプラード（プラド）に隠棲。
- 1945年、6月から演奏活動を再開。しかし、各国政府がフランコ政権を容認したことに抗議して11月から演奏活動を停止。
- 1950年、ヴァイオリン奏者アレクサンダー・シュナイダーの説得によってカザルスを音楽監督とするプラド音楽祭が開催される。
- 1955年、本拠地をプエルトリコに移す。プエルトリコは、カザルスの母、また妻マルタの故郷である。
- 1960年、自作カンタータ『まぐさ桶』を初演。
- 1961年、弟子の平井丈一朗[2]の帰国と合わせ来日。東京交響楽団、京都市交響楽団を指揮。文京公会堂で才能教育（スズキ・メソード）で学ぶ児童400人の演奏を聴き「世界は音楽で救われるだろう」と述べる。[3]　この中にはカザルスの最初の日本人弟子である佐藤良雄のもとでカザルスの奏法を学ぶ生徒も多く含まれる。[4]
- 1971年10月24日（国連の日）、ニューヨーク国連本部にて演奏会、国連平和賞が授与される。
- 1973年、心臓発作によりプエルトリコで死去。遺言によって、遺体は生地ベンドレイの墓地に埋葬された。

## チェロ奏法の改革
カザルスは12歳でバルセロナの市立音楽院でチェロを学ぶことになるが、ホセ・ガルシアから教授されたチェロ奏法に当初から違和感を抱き、独自の奏法の追究を始めた。当時のチェロ奏法は、両ひじを両脇につけるという窮屈なものであった。この状態で、右手は手首を持ち上げ加減にして前腕だけで弓を扱い、左手は指の間隔を広げずにすべらせて音程移動させていた。このような奏法は、ヨーゼフ・ヨアヒム一門によるヴァイオリン奏法を機械的に模倣したものと考えられている。
カザルスは、右手を脇から自由にして弓による表現性を広げ、左手も脇から離し、指の間隔を拡張させて同じポジションで半音広く弾くことができるように改良した。このとき、カザルスは、アンリ・ヴュータンやウジェーヌ・イザイなどフランコ・ベルギー派のヴァイオリン奏法を参考にしたともいわれる。これらの奏法の確立には11年から12年を要した。カザルスは、自身では奏法革命とか改革という表現は使っていない。名技性ではなく、あくまで音楽的な完全性をめざすために必要だったと述べている。
この奏法の改革がなければ、20世紀のチェロ無伴奏作品のほとんどが作曲されることはなかっただろうと言われる。
この理論の初期の実践者に、ギレルミナ・スッジアがいる。

## 「表現する音程」
カザルスの演奏は、シャープ記号（半音高く）の音が半音より高く、フラット記号（半音低く）の音がより低い傾向があると指摘されたり、音程が不正確で現代と比べれば技巧的には前時代的などと批判的に指摘する者もいる。しかしカザルスは、音程も表現の手段であり、同じ音階でも上昇するときと下降するときでは異なる音程をとる必要があると語っている。したがって、カザルス自身はそのことを十分承知の上で、表現上あえて音程をずらしていたのである。

## カザルスの政治姿勢
カザルスは、スペイン内戦が勃発するとフランスに亡命し、終生フランコ独裁政権への抗議と反ファシズムの立場を貫いた。このことは、ナチス・ドイツに迎合する姿勢を示していたコルトーとの決別、カザルス三重奏団の解散へとつながった。
また、スペイン内戦を避けて1939年にプラドへ移り、第二次世界大戦後の1945年に演奏活動を一時的に再開するが、各国政府がフランコ政権を容認する姿勢に失望し、公開演奏停止を宣言する。この間、多くのチェリストがカザルスのレッスンを受けるためにプラドを訪れた。この時期カザルスに師事したチェリストに、モーリス・ジャンドロン、アンドレ・ナヴァラら、日本人では佐藤良雄、平井丈一郎、岩崎洸、上田真二らがいる。
1950年代後半からはアルベルト・シュヴァイツァーとともに核実験禁止の運動に参加した。

## プラド音楽祭の誕生
1947年、ヴァイオリニストのアレクサンダー・シュナイダーがカザルスを訪ね、アメリカでの演奏を申し出たがカザルスはこれを断った。手ぶらで戻ってきたシュナイダーはカザルスと親交があるミェチスラフ・ホルショフスキと相談した。カザルスを引っ張り出すのは無理でも、音楽家がカザルスのところへ集まれば演奏会は可能だと判断し、1950年、シュナイダーはアメリカ・コロンビア社の資金協力を得て、プラドでカザルスを音楽監督としたバッハ音楽祭を開くことを提案し、カザルスの説得に成功した。プラド音楽祭の誕生であった。音楽祭の模様は、コロンビア社によってLP録音された。プラド音楽祭は1950年から毎年開かれたが、コロンビア社の資金難や意向、カザルスたち演奏家同士の意向が衝突するなど、次第に運営が困難になっていく。1957年にカザルスがプエルトリコに本拠を移して以降は、この地でカザルス自身が音楽祭を開催した。1960年からは、カザルスはルドルフ・ゼルキンが主宰するマールボロ音楽祭に参加し、演奏家・指導者としてオーケストラを指揮・録音するようになる。このときのマールボロ音楽祭には、日本人ヴィオリストの今井信子やオーボエの鈴木清三も参加している。

## 鳥の歌
カザルスがカタルーニャ民謡『鳥の歌』（El Cant dels Ocells）を演奏し始めたのは、第二次世界大戦が終結した1945年といわれる。この曲には、故郷への思慕と、平和の願いが結びついており、以後カザルスの愛奏曲となった。
1971年10月24日、カザルス94歳のときにニューヨーク国連本部において「私の生まれ故郷カタルーニャの鳥は、ピース、ピース（英語の平和）と鳴くのです」と語り、『鳥の歌』をチェロ演奏したエピソードは伝説的で、録音が残されている。
1996年に55歳で病死した日本のチェリスト徳永兼一郎が、死を目前にホスピスの小コンサートでこの曲を弾き、生涯最後の演奏とした。

## カザルスの楽器
弦楽器の名器といえば筆頭に挙げられるストラディヴァリウスだが、カザルスは「自分にはもったいない」「（音色が）自分には合わない」といって使わず、マッテオ・ゴフリラーが晩年の1733年に製作した楽器を愛用した。
カザルスの没後、このゴフリラーを貸与されたチェリストにアントニオ・メネセス、アンヌ・ガスティネル、アミット・ペレドがいる。その他、カザルスコンクール優勝者のチェリストオンツァイ・チャバもゴフリラーを愛用しており、現代のカザルスとも評されている。

## 関連文献
- モンセラート・アルベット『Memories of Casals カザルスの思い出』岡部真一郎訳、主婦の友社、1990年10月、ISBN 4079367767
- 石井清司『4分間の第九交響曲 カザルスの果たされた夢』日本放送出版協会、1999年11月、ISBN 4140804831
- 井上頼豊『回想のカザルス』新日本出版社、1996年12月、ISBN 4406024867
- 井上頼豊『カザルスの心 平和をチェロにのせて』「岩波ブックレット」岩波書店、1991年8月、ISBN 400003152X
- アルバート・E.カーン編『パブロ・カザルス 喜びと悲しみ』吉田秀和、郷司敬吾 訳、朝日新聞社「朝日選書」、1991年12月、ISBN 4022595396
  - 原著: Albert Eugene Kahn, Joys and sorrows
- コレドール『カザルスとの対話』佐藤良雄訳、白水社、1967年、新装版1988年2月、ISBN 4560036810
  - 原著: Jose Maria Corredor, Conversations avec Pablo Casals
- ジャン・リュック・タンゴー編著『コルトー・ティボー・カザルス 夢のトリオの軌跡』

伊藤制子訳、ヤマハミュージックメディア、2002年4月、ISBN 4636209885
- - 原著: Jean-Luc Tingaud, Cortot-Thibaud-Casals
- 『コルトー＝ティボー＝カザルス・トリオ　二十世紀の音楽遺産』

フランソワ・アンセルミニ／レミ・ジャコブ、桑原威夫訳、春秋社、2022年
- ロバート・バルドック『パブロ・カザルスの生涯』浅尾敦則訳、筑摩書房、1994年1月、ISBN 4480872329
- デイヴィッド・ブルーム『カザルス　The art of interpretation』為本章子訳、音楽之友社、1985年3月、ISBN 427620366X
  - 原著: David Blum, Casals and the art of interpretation
- フリッツ・ヘンリー撮影『カザルス 写真集 芸術と人生のパンセ』小学館、1977年3月
- ジュリアン・ロイド・ウェバー編『パブロ・カザルス 鳥の歌』池田香代子訳、筑摩書房、1989年9月、ISBN 4480871381 / ちくま文庫、1996年9月、ISBN 448003188X
  - 原著: Julian Lloyd Webber, Song of the birds
- ジャン＝ジャック・ブデュ『パブロ・カザルス 奇跡の旋律』遠藤ゆかり訳、創元社「知の再発見」双書、2014年7月、ISBN 9784422212241